# ألكسندر بيلينسون
ألكسندر بيلينسون (بالإنجليزية: Alexander Beilinson)‏ (مواليد 1957) يعمل أستاذا بجامعة شيكاغو بتخصص في مجال الرياضيات. امتدت أبحاثه إلى نظرية التمثيل والهندسة الجبرية والفيزياء الرياضية. في عام 1999 حصل بيلينسون على جائزة أوستروفسكي مع هيلموت هوفر. في عام 2017 تم انتخابه للأكاديمية الوطنية للعلوم، وفي عام 2020 حصل على جائزة شو. 